# Катастрофа Boeing 747 над Сахалином
Катастрофа Boeing 747 над Сахалином — крупная авиационная катастрофа, произошедшая в ночь на четверг 1 сентября 1983 года и ставшая 15-й из крупнейших в мире. Авиалайнер Boeing 747-230B авиакомпании Korean Air Lines (KAL) выполнял плановый межконтинентальный рейс KE007 (позывной — KAL 007) по маршруту Нью-Йорк — Анкоридж — Сеул; его полёт до Сеула должен был проходить над нейтральными водами Тихого океана, но самолёт по неустановленной причине отклонился вправо от назначенного курса. Спустя некоторое время лайнер настолько отклонился на запад, что вошёл в закрытое воздушное пространство СССР и пролетел над Камчаткой (пройдя ряд военных объектов) и затем — над островом Сахалин, где был перехвачен, а затем сбит истребителем Су-15ТМ ВВС СССР, после чего рухнул в пролив Лаперуза в 37 километрах к юго-западу от Сахалина. Погибли все находившиеся на его борту 269 человек — 246 пассажиров и 23 члена экипажа.
На 2025 год остаётся крупнейшей катастрофой в истории гражданской авиации Республики Корея.
На момент катастрофы самолёт отклонился от курса более чем на 500 километров. Согласно расследованию, проведённому Международной организацией гражданской авиации (ICAO), наиболее вероятной причиной отклонения рейса 007 от маршрута полёта было то, что пилоты неправильно настроили автопилот и не выполняли надлежащих проверок для уточнения текущих координат.
Катастрофа вызвала серьёзное обострение и без того непростых на тот момент отношений между СССР и США.
Скудность информации и материальных улик на начальных этапах расследования причин катастрофы породила альтернативные версии о катастрофе, но обнародование СССР (позже — Россией) записей бортовых самописцев рейса KE007 подтвердило первоначальную версию ICAO.

## Исторический контекст
- После ввода войск СССР в Афганистан (конец 1979 года) и начала президентства Рональда Рейгана (начало 1981 года) наступил новый виток холодной войны.
- Весной 1982 года две авианосные группы ВМС США обогнули Камчатку и вошли в акваторию Охотского моря, на берегах которого располагались базы советских ракетных подводных лодок.
- В ноябре 1982 года был принят Закон о государственной границе СССР[2], который на законодательном уровне закреплял, в частности, право и обязанность Войск противовоздушной обороны пресекать нарушения воздушного пространства СССР, в том числе с применением оружия и военной техники «в случаях, когда прекращение нарушения или задержание нарушителей не может быть осуществлено другими средствами» (статья 36 Закона).
- В конце марта 1983 года три авианосца ВМС США вошли в воды Алеутских островов, где на протяжении трёх недель проводили учения.
- 4 апреля 1983 года в районе Малой Курильской гряды 6 штурмовиков А-7 вошли в воздушное пространство СССР на глубину от 2 до 30 километров и провели условное бомбометание по территории острова Зелёный, сделав несколько заходов для атаки по наземным целям[3][4][5]. По результатам расследования инцидента, приказом министра обороны СССР Дмитрия Устинова были приняты срочные меры по замене истребителей МиГ-21 и МиГ-23, базировавшихся на Курилах и Сахалине, на более новые истребители МиГ-31 для пресечения возможных провокаций.

## Сведения о рейсе 007

### Самолёт
Boeing 747-230B (регистрационный номер HL7442, заводской 20559, серийный 186) был выпущен в 1972 году (первый полёт совершил 17 марта). 31 марта того же года с бортовым номером D-ABYH был передан авиакомпании Condor Flugdienst. 3 февраля 1979 года был куплен авиакомпанией Korean Air Lines (KAL), в которой получил бортовой номер HL7442. Оснащён четырьмя двухконтурными турбовентиляторными двигателями Pratt & Whitney JT9D-7A. На день катастрофы 11-летний авиалайнер совершил 9237 циклов «взлёт-посадка» и налетал 38 718 часов.

### Экипаж и пассажиры
Состав экипажа рейса KE007:
- Командир воздушного судна (КВС) — 45-летний Чон Бёнин (англ. Chun Byung-In, кор. 전병인). Очень опытный пилот, проходил службу в ВВС Республики Кореи. Проработал в авиакомпании KAL 11 лет (с 1972 года). Управлял самолётами NAMC YS-11 и Boeing 707. В должности командира Boeing 747 — с февраля 1981 года (до этого управлял им в качестве второго пилота). Налетал 10 627 часов, 6619 из них на Boeing 747[9].
- Второй пилот — 47-летний Сон Донхви (англ. Son Dong-Hui, кор. 손 동휘). Опытный пилот, также (как и КВС) проходил службу в ВВС Республики Кореи. Проработал в авиакомпании KAL 4 года (с 1979 года). В должности второго пилота Boeing 747 — с 10 ноября 1979 года. Налетал 8917 часов, 3441 из них на Boeing 747.
- Бортинженер — 32-летний Ким Ыйдон (англ. Kim Eui-Dong, кор. 김의동). Проработал в авиакомпании KAL 5 лет (с 1978 года). Управлял самолётом Boeing 707. В должности бортинженера Boeing 747 — с 20 ноября 1980 года. Налетал 4013 часов, 2614 из них на Boeing 747.

В салоне самолёта работали 20 бортпроводников:
- Пэ Ёллан (англ. Bae Young-Rang, кор. 배영랑),
- Чо Хисим (англ. Cho Heyong-Shim, кор. 조희심),
- Чо Кольчжа (англ. Cho Keyong-Ja, кор. 조골자),
- Чон Кымчжу (англ. Jeong Keum-Joo, кор. 정금주),
- Чон Ран (англ. Jeong Ran, кор. 정란),
- Ким Чхуннёль (англ. Kim Choong-Ryul, кор. 김충렬),
- Ким Хагюн (англ. Kim Hak-Yoon, кор. 김학윤),
- Ким Кёнсун (англ. Kim Keyong-Soon, кор. 김경순),
- Ким Михян (англ. Kim Mi-Hyang, кор. 김미향),
- Ким Ёллан (англ. Kim Yeong-Ran, кор. 김영란),
- Ли Буре (англ. Lee Boon-Rye, кор. 이부례),
- Ли Ынхи (англ. Lee Eun-Hui, кор. 이은희),
- Ли Ынми (англ. Lee Eun-Mi, кор. 이은미),
- Лим Санги (англ. Lim Sang-Kee, кор. 임상기),
- Но Чунсик (англ. No Joon-Shik, кор. 노준식),
- Но Квану (англ. No Kwang-Oo, кор. 노광우),
- Пак Юнсон (англ. Park Yoon-Seong, кор. 박윤성),
- Со Чонсук (англ. Seo Jeong-Sook, кор. 서정숙),
- Син Чонму (англ. Shin Jeong-Moo, кор. 신정무).

| Гражданство              | Пассажиры | Экипаж | Всего |
| ------------------------ | --------- | ------ | ----- |
| Австралия                | 2         | 0      | 2     |
| Гонконг                  | 12        | 0      | 12    |
| Канада                   | 8         | 0      | 8     |
| Доминиканская Республика | 1         | 0      | 1     |
| Индия                    | 1         | 0      | 1     |
| Иран                     | 1         | 0      | 1     |
| Япония                   | 28        | 0      | 28    |
| Малайзия                 | 1         | 0      | 1     |
| Филиппины                | 16        | 0      | 16    |
| Республика Корея         | 82        | 23     | 105   |
| Швеция                   | 1         | 0      | 1     |
| Китайская Республика     | 23        | 0      | 23    |
| Таиланд                  | 5         | 0      | 5     |
| Великобритания           | 2         | 0      | 2     |
| США                      | 62        | 0      | 62    |
| Вьетнам                  | 1         | 0      | 1     |
| Всего                    | 246       | 23     | 269   |

Среди пассажиров находились 6 членов сменного экипажа авиакомпании Korean Air Lines.
Всего на борту самолёта находились 269 человек — 23 члена экипажа и 246 пассажиров.

## Хронология событий

### Описание рейса
Boeing 747-230B борт HL7442 выполнял регулярный рейс KE007 из Нью-Йорка в Сеул с промежуточной посадкой в Анкоридже. 31 августа он вылетел из Нью-Йорка, затем совершил посадку в Анкоридже для дозаправки. 1 сентября в 13:00 GMT (03:00 по местному времени) лайнер вылетел из Анкориджа и взял курс на Сеул, на его борту находились 23 члена экипажа и 246 пассажиров.
Полёт рейса 007 должен был проходить над Тихим океаном восточнее Камчатки, огибая территорию СССР, и затем — над Японией.

### Отклонение от курса
Почти с самого начала полёта лайнер начал отклоняться от намеченного курса, который был направлен прямо на радиомаяк «BETHEL» и далее — по маршруту «R-20»; вместо этого он прошёл в 20 километрах к северу от маяка. В это же время в воздухе находился американский самолёт-разведчик Boeing RC-135 ВВС США, который некоторое время сближался с рейсом 007 (представленные позже советской стороной данные радиолокационных наблюдений показывали, что рейс KE007 в определённый момент времени сблизился с RC-135 настолько, что метки обоих самолётов слились на экранах радаров). После этого один самолёт (предположительно — авиалайнер) направился вглубь территории СССР, а другой — по маршруту, близкому к международной воздушной трассе. Вполне возможно, что станции ПВО СССР с этого момента и далее вели рейс 007 как американский самолёт-разведчик, чему способствовали схожие размеры и конструкция планеров самолётов.
На территориях, над которыми пролетал рейс 007, находились военные объекты, и полёты иностранных самолётов в этом районе были запрещены. При приближении к Камчатке на его перехват были подняты истребители Су-15ТМ 865-го истребительного авиаполка с аэродрома Елизово. Затем рейс 007 покинул воздушное пространство СССР, продолжив полёт над Охотским морем, а истребители вернулись на базу. При пролёте контрольной точки «NIPPI» (17:08 GMT) самолёт отклонялся от курса уже на 300 километров, направляясь в сторону Сахалина. Когда рейс KE007 был обнаружен РЛС ПН Оха, были приведены в повышенную степень готовности дежурные силы на аэродромах Смирных и Сокол. В 17:42, когда авиалайнер обогнул мыс Терпения, на перехват с аэродрома Смирных был поднят истребитель МиГ-23МЛ из дежурного звена 528-го истребительного авиаполка, а в 17:54 — истребитель Су-15 из дежурного звена 777-го истребительного авиаполка с аэродрома Сокол.

### Атака, катастрофа
В 18:02 рейс KE007 повторно вошёл в воздушное пространство СССР над Сахалином; его максимальное отклонение от обычной трассы достигало уже 500 километров. Истребитель-перехватчик Су-15 (бортовой номер 17) догнал нарушителя и некоторое время сопровождал его. Находясь вне зоны видимости пилотов лайнера, он сделал несколько длинных предупредительных очередей из авиапушки (в общей сложности израсходовано 243 снаряда).
В своих воспоминаниях пилот 1-го класса перехватчика Су-15 подполковник ВВС СССР Геннадий Николаевич Осипович отмечает, что предупредительные выстрелы были сделаны бронебойными, а не трассирующими снарядами (их просто не было), и пилоты лайнера могли их не заметить. Также он не пытался связаться с самолётом по радио — это требовало перехода на другую частоту. Лётчик признался, что не смог идентифицировать самолёт-нарушитель: «Мы не изучаем гражданские машины иностранных компаний». Однако Осипович уверен, что его присутствие не осталось незамеченным — самолёт-нарушитель снизил скорость до 400 км/ч (по приборам), что советский пилот принял за попытку ухода от перехвата; дальнейшее снижение скорости привело бы к сваливанию перехватчика в штопор (по мнению комиссии ICAO, расследовавшей причины катастрофы, снижение скорости было вызвано началом набора высоты для занятия другого эшелона).
Движение нарушителя шло над нижней кромкой облаков. В 18:24 с земли поступил приказ об уничтожении нарушителя, и Осипович с дистанции 5 километров выпустил по цели две ракеты. Первая ракета пролетела мимо (под левым крылом лайнера), вторая взорвалась рядом с хвостовым оперением, повредив системы управления. Первоначально после поражения лайнер начал набор высоты, но затем стал снижаться со скоростью 1500 м/мин и вошёл в глубокую спираль. Через 4 минуты после атаки (в 18:28) рейс KE007 на почти сверхзвуковой скорости рухнул в пролив Лаперуза неподалёку от Татарского пролива и при ударе о воду полностью разрушился. Все 269 человек на его борту погибли.

#### Иерархия передачи приказа об атаке
В опубликованных западной прессой стенограммах советских военных переговоров по перехвату цели 60-65 (советской стороной никаких стенограмм не публиковалось, все материалы указанного инцидента держались в секрете), проводившихся в режиме реального времени, зафиксирована цепь приказов по иерархии к подполковнику Осиповичу (в обратном порядке):
- Подполковник Осипович.
- Капитан Титовнин, Центр боевого управления — Истребительная авиационная дивизия.
- Подполковник Майстренко, исполняющий обязанности начальника штаба истребительной авиационной дивизии авиабазы Смирных, который подтвердил Титовнину приказ на уничтожение:

Титовнин: «Вы подтверждаете приказ?»
Майстренко: «Да».
- Подполковник Герасименко, исполняющий обязанности командира 41-го истребительного авиаполка.

Герасименко (Корнукову): «Задание принял. Уничтожить цель 60-65 ракетным огнём. Принять управление перехватчиком из Смирных».
- Генерал Анатолий Корнуков, командир авиабазы «Сокол».

Корнуков (к Герасименко): «Я повторяю задание, огонь ракетами, огонь по цели 60-65. Уничтожьте цель 60-65… Примите в управление МиГ-23 из Смирных, позывной 163, позывной 163. Сейчас он позади цели. Уничтожьте цель!.. Выполняйте задание, уничтожьте её!»
- Генерал Валерий Каменский, командующий противовоздушной обороной Дальневосточного военного округа (командующий ВВС округа генерал Александр Закревский находился в отпуске).

Корнуков (Каменскому): «…просто уничтожить (цель) даже если он на нейтральных водах? Приказ уничтожить его на нейтральных водах? Хорошо».
Каменский (Корнукову): «Задействованы средства поражения, средства поражения уполномочены на высшем уровне. Иван Моисеевич уполномочил это. Алло, алло», «Повторите снова», «Вас плохо слышно», «Он дал приказ. Алло, алло, алло», «Да, да», «Иван Моисеевич дал приказ, Третьяк», «Вас понял, вас понял», «Средства поражения уполномочены по его приказу».
- Генерал армии Иван Третьяк, командующий Дальневосточным военным округом.
- Генерал армии Валентин Варенников, начальник Главного оперативного управления — первый заместитель начальника Генерального штаба Вооружённых Сил СССР[14].

Расшифровка радиообмена советских пилотов с командованием была сделана советским военным лётчиком-перебежчиком Виктором Беленко.

### Поиски обломков
Когда стало известно, что самолёт был сбит, было определено примерное место его падения и организованы поиски обломков. В них принимали участие советские, американские и японские корабли. Но из-за крайне обострившихся отношений между странами поиски не были скоординированными. Через 2 месяца после катастрофы обломки лайнера были найдены советскими водолазами. Были подняты все приборы, включая оба бортовых самописца, однако мировой общественности ничего из поднятого не было доступно вплоть до обнародования результатов расследования второй комиссии ICAO в 1993 году.

## Официальные заявления
В первоначальном сообщении ТАСС, опубликованном 3 сентября 1983 года, говорилось лишь о нарушении государственной границы и о том, что, покинув воздушное пространство СССР, нарушитель «исчез с экранов радаров». Позднее[когда?]

 советское руководство признало[уточнить], что самолёт был сбит.
Официальная позиция, представленная начальником Генерального штаба Вооружённых сил СССР, маршалом Советского Союза Николаем Огарковым на пресс-конференции 9 сентября, заключалась в том, что нарушение границы было умышленным и представляло собой спланированную разведывательную акцию, целью которой являлось изучение советской системы ПВО в этом районе.
Русская служба Би-би-си в 2012 году говорила о катастрофе следующее: «Андропов лично не отдавал приказа об уничтожении южнокорейского авиалайнера и, по словам советского посла в Вашингтоне Анатолия Добрынина, в разговоре с ним посетовал на „тупоголовых генералов“, но крайнюю и жестокую меру сделала возможной обстановка в стране, которую создал он сам».
Бывший первый секретарь Крымского обкома КПУ Виктор Макаренко спустя годы вспоминал, что по приезде на отдых Генерального секретаря ЦК КПСС в том же месяце:

За столом из уст Андропова мы узнали, что накануне наши лётчики сбили южнокорейский самолёт.
«Предполагалось, что воздушное пространство нарушил самолёт-разведчик, а оказалось, это был гражданский самолёт. Имеются человеческие жертвы», — пояснил он. И добавил: «Людей, конечно, жалко, но наша служба ПВО действовала правильно».

В своих мемуарах командующий войсками противоракетной и противокосмической обороны в 1986—1991 годах Вольтер Красковский сохранил часть статьи о советской системе контроля космического пространства:

…Советская сторона предъявила свидетельства того, что вторжение в наше воздушное пространство было преднамеренным. И, пожалуй, самыми убедительными были те, что предоставили отсюда — из центра слежения космического пространства. Полёт «Боинга-747» был строго синхронизирован с полётом разведспутника «Ferret-D». Космический шпион появился над Чукоткой в ночь на 1 сентября, в 18 часов 45 минут, и в течение примерно 12 минут летел восточнее Камчатки и Курильских островов, прослушивая советские радиоэлектронные средства, работающие в обычном режиме. На следующем витке «Феррет-Д» появился над Камчаткой как раз в момент вторжения самолёта-нарушителя, фиксируя деятельность наших радиотехнических средств, изменивших режимы работы. Наконец, было установлено, что третий виток с абсолютной точностью совпал с последующим, третьим этапом полёта «Боинга-747» над Сахалином. Предоставленные общественности данные показали: не объяснишь случайностью такое точное совпадение полёта самолёта-разведчика и спутника-шпиона.— Докучаев А. Уздечка для ядерных «скакунов». СККП («Красная звезда», 10 октября 1990 года)
В декабре 1990 года во время визита Президента Республики Корея Ро Дэ У в Москву Президент СССР Михаил Горбачёв принёс официальные извинения корейской стороне за катастрофу рейса 007.

## Реакция
Сразу же после уничтожения самолёта высокопоставленные представители администрации США сообщили представителям Японии, что он был сбит по ошибке, так как в ПВО СССР считали целью «60-65» разведывательный самолёт США. «Американская разведка знала, что эта трагедия стала результатом ошибки, а вовсе не намеренным убийством — так же, как и трагедия 3 июля 1988 года, когда американский крейсер „Vincennes“ выпустил ракету, сбившую иранский пассажирский лайнер в Персидском заливе, когда президент США Рональд Рейган назвал эти действия „объяснимой случайностью“», — сообщил член Координационного совета ветеранов разведки США Реймонд Макговерн.
Действия Советского Союза вызвали волну возмущения и протеста в США и Республике Корее. Президент США Рональд Рейган назвал происшествие «преступлением против человечества, которое никогда не должно быть забыто» и «актом варварства и нечеловеческой жестокости»; также Рейган заявил, что после завершения разработки система навигации GPS будет свободно доступна для гражданских применений, таких как воздушная навигация.
Особое возмущение и гнев после катастрофы выражали в Республике Корея, в то время ещё не имевшей дипломатических отношений с СССР. В Сеуле прошли многотысячные акции и шествия протеста против действий СССР, были сожжены советские флаги.
2 сентября 1983 года Федеральное управление гражданской авиации США закрыло маршрут «R-20» для гражданской авиации, но под давлением авиакомпаний, потерявших один из кратчайших маршрутов между Аляской и Восточной Азией, вновь открыло его 2 октября.
В 1986 году СССР, США и Япония создали единую систему слежения за движением авиатранспорта над северной частью Тихого океана. Кроме того, была установлена прямая связь между диспетчерскими службами всех трёх стран.

## Международные расследования
Международная организация гражданской авиации (ICAO) провела два расследования причин катастрофы рейса KE007 — первое в 1983 году непосредственно после катастрофы; второе в 1993 году после того, как по указанию президента России Бориса Ельцина в начале 1993 года в ИКАО были переданы записи бортовых самописцев и переговоров между командными пунктами на Дальнем Востоке в ночь с 31 августа на 1 сентября 1983 года. Записи бортовых самописцев рейса 007 показали, что он всё время летел с постоянным магнитным курсом 245°; вероятно, под управлением автопилота.
Вторая комиссия пришла к выводу, что наиболее вероятной причиной отклонения от маршрута полёта было то, что пилоты рейса 007 неправильно настроили автопилот и затем не выполняли надлежащих проверок для уточнения текущих координат. Таким образом, нарушение воздушного пространства СССР было неумышленным. Этот вывод предполагает некомпетентность или халатность экипажа рейса 007.
Относительно ответственности советской стороны комиссия пришла к выводу, что в момент отдачи приказа на уничтожение самолёта ВВС СССР считали, что имеют дело с американским самолётом-разведчиком Boeing RC-135, но не произвели исчерпывающей проверки принадлежности самолёта из-за фактора времени — самолёт вскоре должен был покинуть воздушное пространство СССР.
7 ноября 1988 года окружной суд Федерального округа Колумбия в США отказался ограничить верхний предел размера компенсаций, затребованных родственниками американских пассажиров у авиакомпании Korean Air Lines (KAL). Суд нашёл, что положения Варшавской конвенции, ограничивающие этот предел, не могут быть применены, так как в действиях пилотов содержатся признаки сознательного пренебрежения своими обязанностями («Willful Misconduct»). Суд указал, в частности, на то, что после происшествия с Boeing 707 в 1978 году пилоты авиакомпании KAL должны были быть знакомы с методами действий советских перехватчиков.

## Альтернативные версии
Существует конспирологическая теория, что катастрофа рейса KE007 является всего лишь частью крупной операции, проводившейся США в небе на восточных границах СССР.
Исследователь Мишель Брюн (фр. Michel Bryun) утверждает, что 1 сентября 1983 года воздушное пространство СССР нарушили и впоследствии были сбиты силами ПВО СССР как минимум 9 самолётов. Там же утверждается, что южнокорейский Boeing 747 рейса KE007 был сбит намного южнее той точки, которая признана в официальной версии — примерно на 640 километров, то есть над территорией Японии, и не ВВС СССР. В качестве обоснования приводятся заявления, что при поисковых работах возле острова Монерон не было найдено ни одного тела пассажира, было поднято большое количество бытового мусора, был найден обломок стабилизатора ракеты. Автор заявляет, что обломки не могли быть унесены на юг, так как в данной местности есть только течение с юга на север.
Вместе с этим, автор также заявляет, что многократно лично находил осколки материала ячеистой структуры (из которого выполнена обшивка фюзеляжа Boeing 747) в зоне прибоя в рыбацких деревнях в окрестностях Ниигаты. Также утверждается, что «сбитый» самолёт выходил на связь с Ниигатой через 50 минут после своей якобы гибели от ракет Су-15, после чего уже действительно пропал. В районе Ниигаты, по утверждению Брюна, были найдены обломки американской ракеты.
Существует мнение, что такой крупный самолёт, как Boeing 747, не мог быть сбит всего двумя ракетами. В происшествии 1978 года самолёт Boeing 707 в результате попадания ракеты «Р-98» был всего лишь повреждён и совершил аварийную посадку на территории СССР, но следует учитывать мастерство пилотов и большое везение для всех находившихся на борту, поскольку тогда осколками ракеты не были повреждены гидравлическая система и элементы управления.
В 1997 году вышла книга «Правда о полёте KAL-007» бывшего высокопоставленного сотрудника японской разведки Ёсиро Танаки (англ. Yoshiro Tanaka, яп. 田中賀朗), руководившего прослушкой военных объектов СССР со станции слежения в Вакканае на севере Хоккайдо (той самой, что подслушала переговоры советских пилотов, сбивших рейс KE007). В книге Танака обосновывает вывод, что американские спецслужбы преднамеренно направили пассажирский самолёт в советское воздушное пространство, чтобы выявить засекреченные и обычно «молчащие» объекты в системе противовоздушной обороны СССР (которая была модернизирована и значительно усилена в 1982 году). Это было необходимо, поскольку разведывательные самолёты могли залетать туда лишь на короткое время и недалеко.
В 2015 году японским МИД были рассекречены документы 1983 года, в которых высокопоставленные представители администрации США конфиденциально уведомляют сотрудников министерства, что самолёт был перепутан с американским разведчиком и был сбит по ошибке. В официальных заявлениях в то время Вашингтон настаивал на версии, что рейс 007 преднамеренно сбила Москва.

## Культурные аспекты
- Про катастрофу над Сахалином было снято множество документальных фильмов (например, «Рейс 007. Пассажирский разведывательный»).
- Катастрофа рейса 007 показана в 9 сезоне канадского документального телесериала Расследования авиакатастроф в серии Цель уничтожена.
- Также она упоминается в книге И. А. Муромова «100 великих авиакатастроф» в главе Корейский «Боинг-747» сбит над Сахалином.
- Катастрофа рейса 007 является поворотным событием в сюжете фильма Владимира Меньшова «Зависть богов».
- Попытка разобраться в противоречивых фактах катастрофы рейса 007 показана в документальном сериале Загадки истории[англ.] (серия Трагедия корейского самолёта (Flight KAL-007)).
- Зимой 1983 года рок-музыкант Гэри Мур выпустил альбом «Victims of the Future» с песней «Murder in the Skies», посвящённой рейсу 007.
- В компьютерной игре «Phantom Doctrine» катастрофа рейса 007 является одним из сюжетных моментов.
- В немецком телесериале «Германия-83» (нем. Deutschland-83) показан фрагмент выступления президента США Рональда Рейгана в связи с катастрофой рейса 007.
- В 7 серии 2 сезона телесериала «Ради всего человечества» также упоминается рейс 007.
- Данный инцидент является ключевым содержанием книги Александра Аврутина «Когда солнце уходит за горизонт» (2021 г.)
- Книга Алексея Ростовцева «Ушел в сторону моря» посвящена альтернативной версии катастрофы.

### Комментарии
1. ↑  Имя 20-го бортпроводника неизвестно
2. ↑  Сообщение «Associated Press» от 9 октября 1983 года